# イルマリ・サルミネン
イルマリ・サルミネン（Ilmari Salminen、1902年9月21日 - 1986年1月5日)は、フィンランドの陸上競技選手。1936年ベルリンオリンピックの金メダリストである。

## 経歴
サルミネンは、1930年代を代表する長距離ランナーとして活躍。1934年に行われた第1回のヨーロッパ選手権では10000mで優勝。5000mでも3位となり、2年後のベルリンオリンピックでは10000mの優勝候補と目されるようになる。
ベルリンでは、まず5000mに出場。決勝では6位に終わったが、翌日行われた10000mではフィンランド勢の対決となり、サルミネンは30分15秒4で、2位のアルヴォ・アスコラをわずか0.2秒抑えて金メダルに輝いた。3位にもボルマリ・イソ＝ホロが入り、フィンランドが表彰台を独占した。
翌1937年、サルミネンは10000で30分05秒6の世界新記録を樹立。さらに6マイルでも世界新記録を樹立した。さらに翌年の1938年、第2回ヨーロッパ選手権の10000mも制して、選手権2連覇を達成し、その翌年に現役引退した。